# یواس‌اس آتالا (ای‌پی‌ای-۱۳۰)
یواس‌اس آتالا (ای‌پی‌ای-۱۳۰) (به انگلیسی: USS Attala (APA-130)) یک کشتی بود که طول آن ۴۵۵ فوت (۱۳۹ متر) بود. این کشتی در سال ۱۹۴۴ ساخته شد.